# Södermanlands runinskrifter 175
Sö 175 är en vikingatida runhäll på Lagnö säteris ägor, men närmare Husby och kyrkan, Aspö socken och Strängnäs kommun i Södermanland. Bild av man med toppig huvudbonad och långa mustascher. 
Runristningen återfinns på en fast häll av granit. Ristningen är 220 gånger 140 cm och runhöjden är 7-10 cm. Ristningen vetter mot västnordväst. Den innehåller en bild av en man med toppig huvudbonad och långa mustascher.
När ristningen gjordes omkring 1050, gick Mälarens vatten ända fram till bergets fot ungefär en meter under ristningen. Här låg den naturliga hamnen för Husby by, och på grusåsen ovanför har byn haft sitt gravfält. Platsen var alltså mycket väl vald för att bli sedd av dem som kom sjövägen.

## Inskriften
Translitterering av runraden:
kislauk · lit · kiarua · merki · þisa · eftiʀ · þorþ · auk · sloþi · lit kiarua sant iaʀ · þet · sum sakat uaʀ · nuk · sum · huat · uaʀ · þet
Normalisering till runsvenska:
Gislaug let gærva mærki þessa æftiʀ Þorð, ok Sloði let gærva. Sant iaʀ þæt sum sagat vaʀ ok sum hugat vaʀ þæt.
Översättning till nusvenska:
Gislög lät göra dessa märken efter Tord; också Slode lät göra dem. Sant är det, såsom det blev sagt och såsom det blev tänkt (ämnat).